# Listă de regizori ai serialului Friends
Regizori principali:
- Gary Halvorson (47 episoade)
- Kevin Bright (42 episoade)

Regizori frecvenți:
- Michael Lembeck (21 episoade)
- James Burrows (15 episoade)
- Gail Mancuso (14 episoade)
- Peter Bonerz (11 episoade)

Regizori mai puțin frecvenți:
- David Schwimmer (10 episoade)
- Ben Weiss (8 episoade)
- Shelley Jensen (6 episoade)
- Robby Benson (5 episoade)
- Terry Hughes (5 episoade)
- Dana DeVally (3 episoade)
- Sheldon Epps (3 episoade)
- Pamela Fryman (2 episoade)
- Alan Myerson (2 episoade)
- Thomas Schlamme (2 episoade)
- Steve Zuckerman (2 episoade)

Regizori ai câte unui episod:
- Roger Christiansen
- Ellen Gittelsohn
- Todd Holland
- Paul Lazarus
- Mary Kay Place
- Stephen Prime
- Joe Regalbuto
- Arlene Sanford
- Sam Simon
- David Steinberg
- Andrew Tsao